# Ebullismus
Als Ebullismus (von lat. ebullire = hervorsprudeln) wird das Ausperlen von Gasen (v. a. Stickstoff) in Blut und Gewebe bezeichnet. Dies kann durch schnellen Druckabfall geschehen, z. B. bei schnellem Auftauchen aus großer Wassertiefe. Hauptproblem ist der im Blut gelöste Stickstoff wegen seines hohen Anteils von 78 % in der Atemluft.
Ebullismus ist die Ursache für die Dekompressionskrankheit (auch als Caisson- bzw. Taucherkrankheit oder Aeroembolismus bezeichnet).

## Symptome
Symptome von Ebullismus umfassen Blasen in den Membranen in Mund und Augen, Schwellung der Haut und Luftblasen im Blut. Durch die Verdampfung entsteht außerdem ein starker Abkühlungseffekt an diesen Stellen. Durchblutung und Atmung werden stark beeinträchtigt oder gestoppt. Durch die Luftblasen in den Arterien kann das Hirngewebe nicht mehr ausreichend mit Sauerstoff versorgt werden.

## Raumfahrt
Um Ebullismus vorzubeugen, wurde in der frühen Raumfahrt eine reine Sauerstoff-Atmosphäre verwendet, was allerdings eine erhöhte Brandgefahr mit sich bringt.
Nach dem Feuerunfall in der Apollo-1-Kapsel wurde die Atmosphäre in Raumfahrzeugen während allen Arbeiten vor dem Start und in der Startphase durch ein Stickstoff-Sauerstoff-Gemisch ersetzt und erst im Orbit wieder gegen eine reine Sauerstoffatmosphäre getauscht.

### Armstrong-Grenze
In großer Höhe kommt es neben der Freisetzung gelöster Gase zu einem weiteren Problem: In einer Höhe von 18.900 bis 19.350 m (atmosphärischer Druck 6,3 kPa oder 0,0618 atm) siedet Wasser bereits bei 37 °C, der normalen Körpertemperatur des Menschen. In der Luft- und Raumfahrt wird diese Grenze, bei der der Luftdruck so gering wird, dass ohne Druckanzug das Blut bei Körpertemperatur kochen würde, als Armstrong-Grenze bezeichnet (nach dem Fliegerarzt Harry George Armstrong, 1899–1983).
In der Praxis tritt das Sieden von Körperflüssigkeiten noch nicht auf genau dieser Höhe auf, weil Haut und Gewebe den Druck im Körperinneren über dem Außendruck halten. Die Blasenbildung im Blut stellt dennoch ein schwerwiegendes medizinisches Problem dar.